# Culture populaire
Pour les articles homonymes, voir Pop.
 (mars 2013).
Si vous disposez d'ouvrages ou d'articles de référence ou si vous connaissez des sites web de qualité traitant du thème abordé ici, merci de compléter l'article en donnant les références utiles à sa vérifiabilité et en les liant à la section « Notes et références ».
La culture populaire désigne au sens strict la culture du peuple par le peuple. Il ne faut pas confondre cette notion avec l'anglicisme « pop culture », qui désigne la culture de masse. La culture populaire est souvent présentée comme s'opposant à la « culture savante », alors que cette dernière y trouve ses origines et les moyens de son innovation. L'opposition entre culture populaire et culture savante est un schème récurrent dans la hiérarchie sociale des sociétés modernes.
Par abus de langage, anglicisme et un certain mépris, elle est souvent confondue avec la culture de masse, la sous-culture ou la culture médiatique. Contrairement à la culture de masse et en tant que culture locale spécifique, elle est rarement connue ou appréciée du plus grand nombre.
La culture populaire est étudiée par les ethnologues, les sociologues ruraux ou encore les folkloristes, tandis que la culture de masse est l'objet des Cultural Studies. Comme souvent en science, il n'existe pas de définition qui fasse l'unanimité. La culture populaire se définit souvent indirectement, par opposition à d'autres formes de culture.

## Historique
Durant l'Antiquité, la culture populaire est associée aux mythes et aux légendes.

### La culture populaire dans le monde rural européen

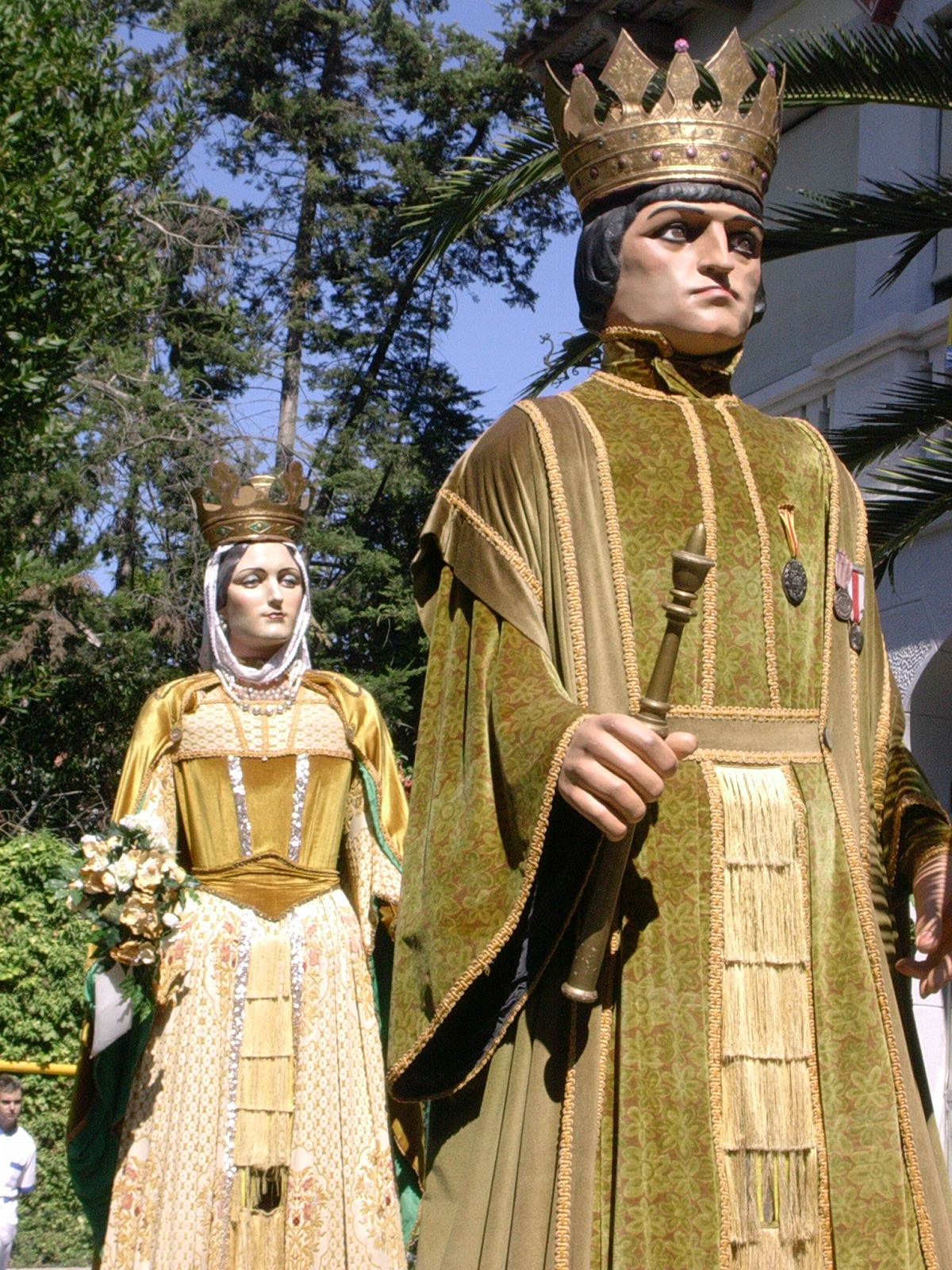
Les géants de Catalogne.

Les traditions populaires du monde rural ont été généralement décrites sous le terme de folklore, terme savant à l'origine, passé depuis dans le langage courant avec une forte connotation de mépris ou de dévalorisation. C'est ainsi que les musées qui remettent cette culture à l'honneur parlent généralement de « traditions populaires » et guère de « folklore ».
L'année est rythmée par le calendrier rural, en particulier les moissons. Les grands évènements sont les foires, les fêtes religieuses et les mariages. Au quotidien, les veillées sont le lieu de transmission d'une culture orale de contes et légendes.
Certains de ces contes et mythes populaires ont été collectés et transcrits dans le monde entier par les ethnologues et les folkloristes. En Europe, les premières transcriptions livresques ont pu subir des modifications afin de correspondre aux goûts du public susceptible d'acheter ces livres. Parmi ces auteurs-collecteurs des mythes européens, citons notamment  :
- Charles Perrault et Mme d'Aulnoy en France, au XVIIe siècle ;
- les frères Grimm en Allemagne, au XVIIIe siècle ;
- François-Marie Luzel en Bretagne, au XIXe siècle ;
- Auguste Stöber en Alsace, au XIXe siècle.

### L'industrialisation
À partir du XVIIIe siècle, l'industrialisation des pays occidentaux amène la naissance d'une culture ouvrière dont la solidarité est une forte composante. Certains loisirs sont encouragés par le paternalisme de l'époque : sports, colombophilie, jardins ouvriers et fanfares, afin de détourner l'ouvrier de la fréquentation du bistrot. Le syndicalisme se développe, entrant parfois en opposition avec des traditions religieuses toujours fortes.
L'industrialisation est également l'occasion d'un brassage de cultures, dû à des flux migratoires vers les régions industrielles demandant de la main-d'œuvre, ainsi qu'au développement des chemins de fer.

### L'alphabétisation
Au cours du XIXe siècle, la plupart des pays occidentaux s'engagent dans l'alphabétisation de la population. Elle se généralise un peu plus tôt dans les pays de religion protestante, où chacun doit être capable de lire la Bible.
En France, en 1881-1882, les lois Ferry instituent l'école gratuite et l'instruction obligatoire, qui permettra l'accès de tous à la culture écrite. L'école institue également le français comme langue unique, interdisant l'usage des langues régionales.
Les mouvements d'éducation populaire prennent leur essor, militant pour une diffusion de la connaissance au plus grand nombre afin de permettre à chacun de s'épanouir et de trouver la place de citoyen qui lui revient.

### La culture de masse
Au début du XXe siècle, les droits aux congés payés sont acquis en Allemagne, puis en France et en Belgique, permettant à une part croissante de la population de partir en vacances.
À la sortie de la Seconde Guerre mondiale, en négociant l'annulation de la dette française envers les États-Unis, Léon Blum doit accepter, dans les accords Blum-Byrnes de mai 1946, que les films hollywoodiens puissent être projetés dans les salles de cinéma françaises. Il s'ensuit une diffusion de l'American Way of Life, qui participe à une certaine forme de développement de la culture de masse de la culture américaine.
Le développement massif de la culture de masse aux États-Unis, et ce qu'on a appelé « l'américanisation » du monde dans les années 1930, va amener de nombreux intellectuels et sociologues à se pencher sur l'influence de la culture de masse sur nos modes de vie.
Pour autant l'expression de « culture de masse » revêt, au même titre que celle de « culture populaire » une connotation trop souvent péjorative aux yeux de certains.
Ainsi serait-elle assimilée, de façon plus ou moins implicite, à une forme de culture « facile », américanisée, régie par de grandes multinationales, surmédiatisée et globalement inférieure à la « vraie culture », plus difficile d'accès. Les avocats de cette culture tiennent pour argument que cette dévalorisation qualitative est relativement peu justifiable, bien qu'omniprésente, lorsque l'on sait que de nombreux artistes tels que Elvis Presley ou les Beatles peuvent tout à fait être rattachés à une forme de culture de masse, quand on connaît l'importance de leur médiatisation à leurs époques respectives : cette médiatisation n'a pour autant jamais nui à la qualité artistique de leurs productions, pas plus qu'elle ne les a empêchés d'être reconnus, avec le temps, comme de grands artistes. Ainsi, la qualité des œuvres culturelles ne dépendrait donc en rien de leur accessibilité auprès du public.
Cet argument n'est cependant tenable qu'à condition de tenir ces musiciens pour des musiciens de qualité, ce qui exige un gage d'objectivité. Or, c'est bien trop souvent les mêmes partisans de cette culture qui la jugent. Elvis Presley et les Beatles peuvent tout aussi bien être considérés sous un autre angle, selon lequel ils seraient les premiers véritables produits de masse dont la popularité repose moins sur leurs qualités que sur leur image.
Néanmoins, l'opposition d'une culture dite « basse » à une véritable culture est tout aussi absurde. Car là encore, ce sont ceux qui revendiquent leur culture comme supérieure qui la jugent telle.

## Domaines culturels

### Musique

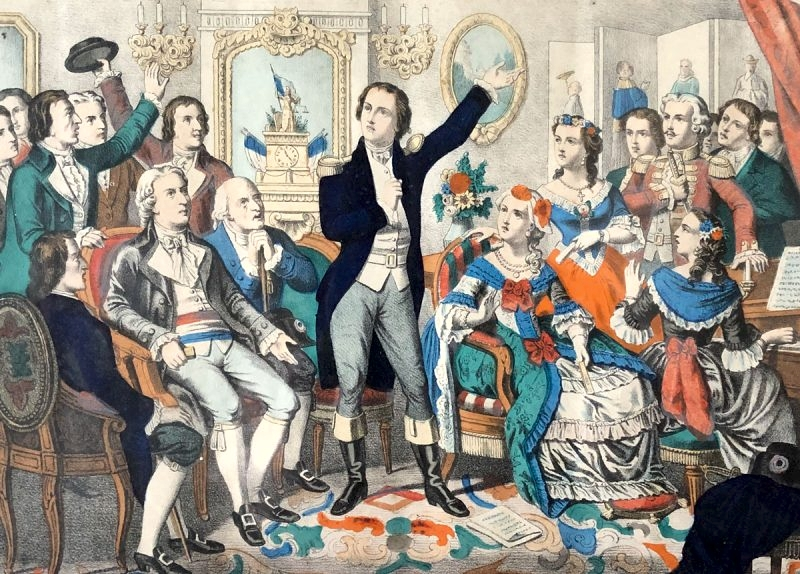
Rouget de Lisle chantant La Marseillaise, lithographie de Wentzel.

La lithographie de Wentzel dépeint Rouget de Lisle en train de chanter La Marseillaise, tandis que l'éventail musical se déploie au-delà de ce moment historique pour embrasser une diversité de genres. Les chants régionaux, tels que le Kan ha diskan ou la polyphonie corse, illustrent les traditions locales, tout comme les hymnes nationaux et les marches populaires qui accompagnent les grands moments collectifs. Les comptines, souvent chantées d'une génération à l'autre, apportent une touche ludique et éducative, tandis que la musique traditionnelle, le folk et la danse traditionnelle perpétuent les racines culturelles. Au-delà, la pop, la variété et la musette dessinent le paysage de la musique contemporaine et populaire, suivies par les genres plus modernes comme le jazz, le rock, le blues, et le rhythm and blues. Le reggae, avec ses rythmes envoûtants, et le rap, avec son expression rythmique et poétique, complètent ce panorama riche et varié.

### Tradition orale
Les contes et légendes, ainsi que les proverbes, jouent un rôle essentiel dans la transmission de la culture et des traditions. En France, la diversité linguistique est particulièrement riche avec la présence de nombreuses langues régionales telles que l'alsacien, le basque, le breton, le catalan, le corse, le flamand et l'occitan. Chacune de ces langues contribue à préserver un patrimoine culturel unique et à enrichir le tissu social du pays.

### Littérature

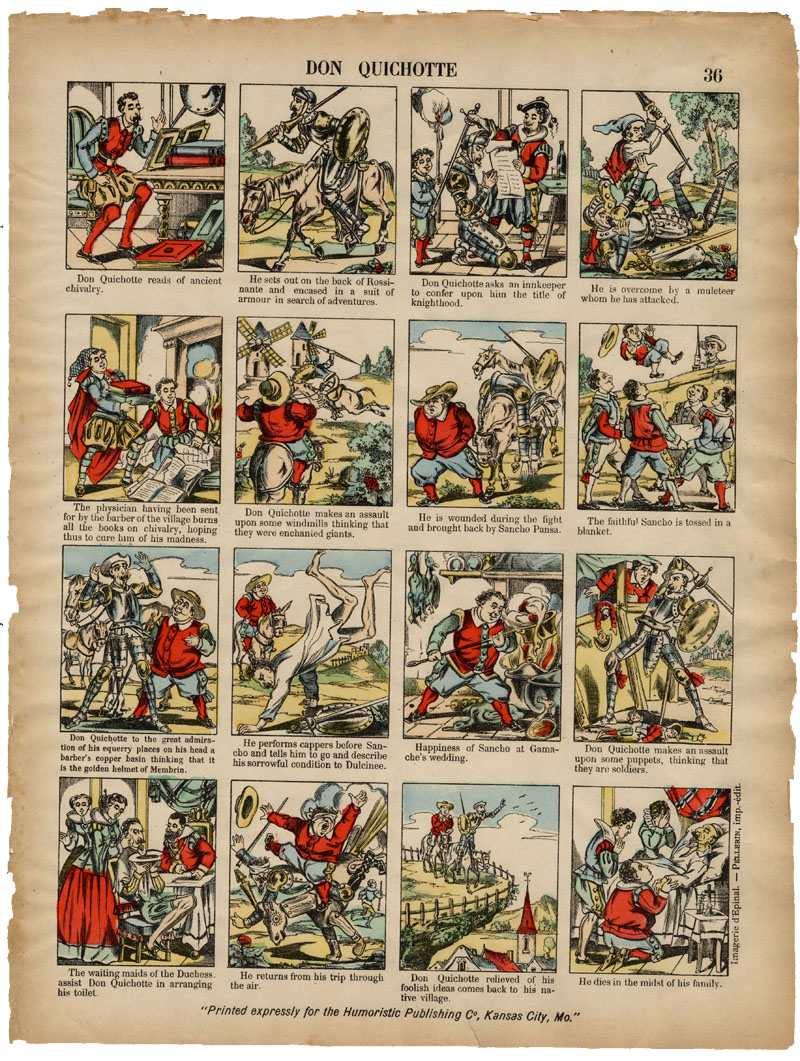
Don Quichotte, image d'Épinal.

La littérature populaire, également appelée paralittérature, englobe diverses formes d'écrits destinés à un large public. Parmi ses principales manifestations, on trouve le roman populaire et les romans-feuilletons, souvent publiés en série dans des journaux ou des magazines, ainsi que la littérature de gare, caractérisée par des ouvrages accessibles et divertissants vendus dans les gares et autres lieux de passage. La romance, qui explore principalement les relations amoureuses, fait aussi partie de cette catégorie, et les pulps, des magazines bon marché diffusant des histoires sensationnelles, y occupent une place importante. 
La science-fiction et le fantastique, avec leurs mondes imaginaires et leurs récits spéculatifs, sont également des genres prédominants de la paralittérature. Enfin, la fanfiction, où des amateurs créent des histoires à partir d'univers existants, complète ce panorama de la littérature populaire.

## Critiques de la notion

### Le problème de définition du populaire

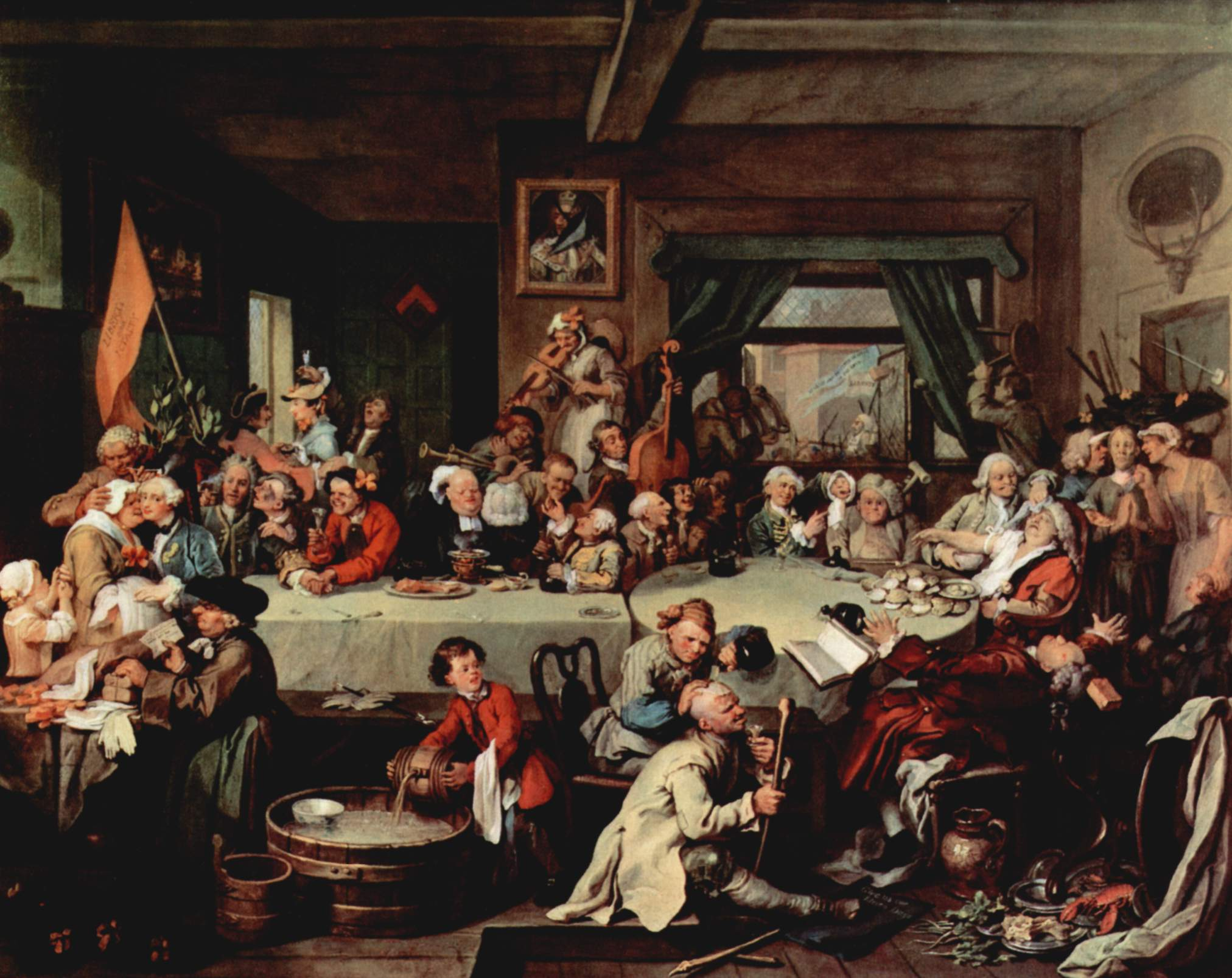
William Hogarth, An Election Entertainment (v. 1755). Représentation satirique dans le style rococo d'un banquet d'élection.

À l'heure de la démocratie établie, le « populaire » se définit difficilement : ce qui serait dit « populaire » se définirait par sa capacité à toucher tout le monde à l'exception de ceux qui en font un rejet (conservateurs d'(ancien) ordre élitiste établi, marginaux, etc.). D'où vient cette difficulté : de plus en plus, au XIXe siècle et au XXe siècle, la culture d'un pays ne se définit plus en fonction de sa culture officielle (celle des élites et des dirigeants) mais grâce aux différentes productions culturelles reconnues et aux mœurs ancestrales ou nouvelles connues.
Selon Pierre Bourdieu :

« Le culte de la culture populaire n'est, bien souvent, qu'une inversion verbale et sans effet, donc faussement révolutionnaire, du racisme de classe qui réduit les pratiques populaires à la barbarie ou à la vulgarité : comme certaines célébrations de la féminité ne font que renforcer la domination masculine, cette manière en définitive très confortable de respecter le « peuple », qui, sous l'apparence de l'exalter, contribue à l'enfermer ou à l'enfoncer dans ce qu'il est en convertissant la privation en choix ou en accomplissement électif, procure tous les profits d'une ostentation de générosité subversive et paradoxale, tout en laissant les choses en l'état, les uns avec leur culture ou leur (langue) réellement cultivée et capable d'absorber sa propre subversion distinguée, les autres avec leur culture ou leur langue dépourvues de toute valeur sociale ou sujettes à de brutales dévaluations que l'on réhabilite fictivement par un simple faux en écriture théorique. »

— Pierre Bourdieu, Méditations pascaliennes, Seuil, 1997.

### Études dans le champ de l'industrie culturelle
Les sciences de l'information et de la communication ont mis en évidence le faux débat démagogique entre culture populaire et art savant instauré par les médias et les grands groupes de communication. La confusion entre « arts et traditions populaires » et « culture populaire industrialisée » pollue ce débat. Theodor W. Adorno a ébauché une critique dans son essai traduit en français par « La Production industrielle de biens culturels » (« Kulturindustrie ») dans La Dialectique de la raison. Il a aussi problématisé une coupure esthétique entre musique populaire (liée à l'industrie du disque) et musique savante.

## Sociologie des cultures populaires
Les sociologues Claude Grignon et Jean-Claude Passeron notent l'ambivalence des intellectuels face aux cultures populaires (lecture populiste célébrant l'authenticité des goûts du peuple par opposition aux faux-semblants des pratiques cultivées, lecture misérabiliste propre à la théorie de la légitimité culturelle) : « de même que les cécités sociologiques du relativisme culturel appliqué aux cultures populaires encouragent le populisme, pour qui le sens des pratiques populaires s'accomplit intégralement dans le bonheur monadique de l'autosuffisance symbolique, de même la théorie de la légitimité culturelle risque toujours, par sa systématicité énonciative, de conduire au légitimiste qui, en sa forme extrême du misérabilisme n’a plus qu’à décompter d’un air navré toutes les différences comme autant de manques, toutes les altérités comme autant de moindre-être – que ce soit sur le ton de l’élitisme ou sur celui du paternalisme ».